# Acidilobus
Genre
Espèces de rang inférieur
- Acidilobus aceticus
- Acidilobus saccharovorans
- Acidilobus sulfurireducens

Acidilobus est un genre d'archées de la famille des Acidilobaceae.